# HD 74156
HD 74156 è una nana gialla (classe spettrale  G0V), nella costellazione dell'Idra, distante dalla Terra 210,6 anni luce.

## Caratteristiche

Orbite intorno a HD 74156 dei pianeti b e c

La stella è poco più massiccia del Sole, e un po' più calda, con una temperatura superficiale attorno ai 6000 K o poco meno. Il raggio è 1,64 volte quello solare e la sua luminosità è poco più del triplo di quella solare.

## Sistema planetario
La stella è sede di un sistema planetario costituito da due pianeti; venne anche proposta l'eventuale presenza di un terzo di massa paragonabile a quella di Saturno, tuttavia studi effettuati con il telescopio Hobby-Eberly e con lo strumento HIRES del telescopio Keck non hanno confermato la scoperta e hanno contraddetto la sua esistenza.
Perché un pianeta si trovi nella zona abitabile di HD 74156 dovrebbe essere centrato a circa 1,7 UA dalla stella, con un periodo di rivoluzione pari a poco più di 2 anni.

Dimensioni dei pianeti b e c

### Prospetto
Segue un prospetto dei componenti del sistema planetario di HD 74156.
| Pianeta | Tipo            | Massa    | Periodo orb. | Sem. maggiore | Eccentricità | Scoperta |
| ------- | --------------- | -------- | ------------ | ------------- | ------------ | -------- |
| b       | Gigante gassoso | >1,88 MJ | 51,65 giorni | 0,294 UA      | 0,64         | 2003     |
| c       | Gigante gassoso | >8,03 MJ | 2476 giorni  | 3,4 UA        | 0,43         | 2003     |